# Kenmare River

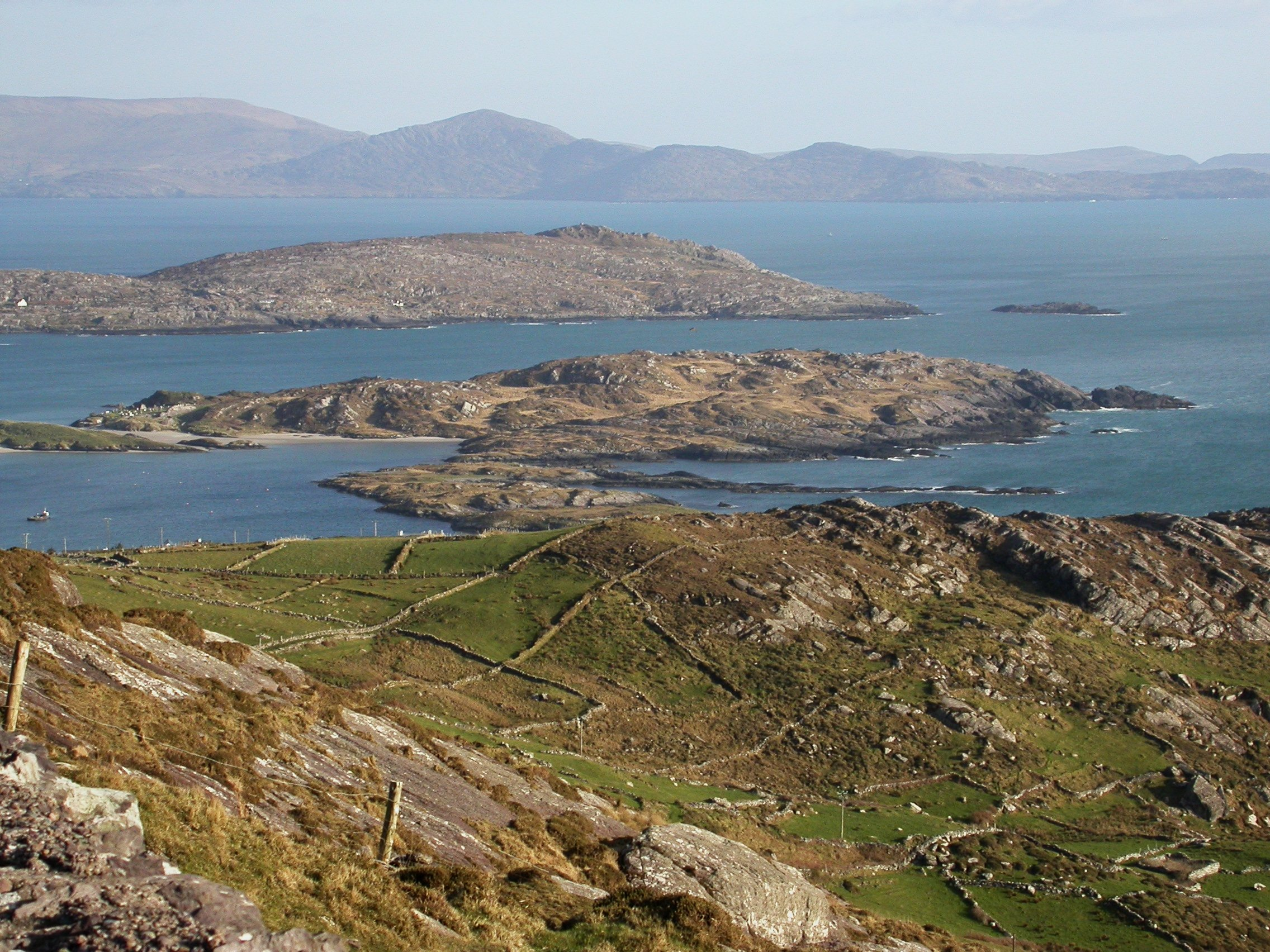
Tratto del Kenmare River dalle coste di Iveragh. Il celebre scorcio di Parknasilla dal Ring of Kerry ed in lontananza Beara

Il Kenmare River (An Ribhéar in gaelico irlandese, ma anche chiamato Kenmare Bay in inglese) è, a dispetto del nome, non un fiume ma una vasta insenatura delle coste del Kerry, contea sud-occidentale dell'Irlanda.
Morfologicamente è diverso dalle altre grandi baie sud-occidentali irlandesi, essendo molto più stretto e senza alcun andamento tondeggiante: è formato, infatti, prevalentemente dalla foce del fiume Roughty, che degenera in una baia fino a raggiungere un estuario, formato dai promontori Capo dell'Agnello (Lamb's Head) e Capo del Merluzzo (Cod's Head), distanti circa sei chilometri. L'insenatura delimita la costa sud della penisola di Iveragh e quella nord di Beara: inutile dire che gran parte del tratto della prima penisola è attraversato dal celebre Ring of Kerry, dato che le acque della baia bagnano anche località ben rinomate, come ad esempio Parknasilla.
La baia contiene alcune isolette, come Sherky e Rossmore. I centri principali sono, oltre ovviamente a Kenmare che è situato nel punto più interno, Westcove, Castlecove, Parknasilla, Tahilla, Templeroe, Bunaw, Lauragh ed Ardgroom.